# Kaweibanda
Kaweibanda é uma aldeia de Uganda; na África.
Na aldeia aconteceu um triste acidente no final de 2016, quando o time de futebol da cidade morreu num naufrágio, num incidente que lembrou em muito o caso ocorrido no Brasil no mês anterior, com o time da Chapecoense, o Voo LaMia 2933.